# Henry Stöhr
Henry Stöhr (* 1. června 1960 Reichenbach im Vogtland, Německá demokratická republika) je bývalý reprezentant Východního Německa a Německa v judu. Je majitelem stříbrné olympijské medaile.

## Sportovní kariéra
S judem začal v pozdním věku. V 17 letech ho na ulici v Rodewischu, jako mohutného mladíka, oslovil místní trenér juda Heinz Kölbel. Po dvou letech tréninku se v roce 1979 přesunul do tréninkového centra v Hoppegartenu, kde se připravoval pod vedením Dietmara Hötgera.
Po odchodu Wolfganga Zuckschwerdta do důchodů nemohli Východní Němci dlouho najít náhradu v těžké váze. Počátkem 80. let patřil společně s Fredem Olhornem k velkým příslibům. Hned při své první účasti na velké akci mistrovství Evropy zvítězil. V dalších letech střídal úspěchy podle aktuální fyzické přípravy, která byla základem jeho juda. O olympijské hry v Los Angeles přišel kvůli bojkotu východního bloku. Vše si vynahradil za čtyři roky, kdy na olympijských hrách v Soulu získal stříbrnou olympijskou medaili.
Po znovusjednocení Německa v roce 1990 zůstal členem reprezentace a v roce 1992 si zajistil účast na olympijských hrách v Barceloně. Na olympijském turnaji se však s formou nepotkal a vypadl v prvním kole. Sportovní kariéru ukončil v polovině 90. let. Věnuje se trenérské práci v Rodewischu.

## Výsledky

### Váhové kategorie
| Turnaj             | Východní Německo | Východní Německo | Východní Německo | Východní Německo | Východní Německo | Východní Německo | Východní Německo | Východní Německo | Východní Německo | Německo    | Německo    | Německo    |
| Turnaj             | 1982             | 1983             | 1984             | 1985             | 1986             | 1987             | 1988             | 1989             | 1990             | 1991       | 1992       | 1993       |
| Turnaj             | 22               | 23               | 24               | 25               | 26               | 27               | 28               | 29               | 30               | 31         | 32         | 33         |
| Turnaj             | těžká váha       | těžká váha       | těžká váha       | těžká váha       | těžká váha       | těžká váha       | těžká váha       | těžká váha       | těžká váha       | těžká váha | těžká váha | těžká váha |
| ------------------ | ---------------- | ---------------- | ---------------- | ---------------- | ---------------- | ---------------- | ---------------- | ---------------- | ---------------- | ---------- | ---------- | ---------- |
| Olympijské hry     |                  |                  | —                |                  |                  |                  | 2.               |                  |                  |            | úč.        |            |
| Mistrovství světa  |                  | 3.               |                  | 7.               |                  | úč.              |                  | úč.              |                  | —          |            | —          |
| Mistrovství Evropy | 1.               | —                | —                | úč.              | 2.               | ?                | 3.               | —                | —                | 1.         | —          | —          |

### Bez rozdílu vah
| Turnaj             | 1982 | 1983 | 1984 | 1985 | 1986 | 1987 | 1988 | 1989 | 1990 | 1991 | 1992 | 1993 |
| Turnaj             | 22   | 23   | 24   | 25   | 26   | 27   | 28   | 29   | 30   | 31   | 32   | 33   |
| ------------------ | ---- | ---- | ---- | ---- | ---- | ---- | ---- | ---- | ---- | ---- | ---- | ---- |
| Mistrovství světa  |      | úč.  |      | úč.  |      | 3.   |      | —    |      | —    |      | 2.   |
| Mistrovství Evropy | —    | —    | —    | úč.  | 1.   | —    | ?    | —    | —    | —    | —    | 3.   |